# Coupe de la Ligue (Supercup)
Der LFL Ligapokal (französisch Coupe de la Ligue) ist ein seit 2016 ausgetragener Wettbewerb unter Obhut der Lëtzebuerger Football Ligue (LFL), der zum Ziel hat, einen Sieger zwischen dem Luxemburgischen Meister und dem luxemburgischen Pokalsieger der abgelaufenen Saison zu ermitteln.

## Modus
Gewinnt ein Verein das Double, tritt dieser gegen den unterlegenen Pokalfinalisten an. Dies war bei den beiden ersten Austragungen der Fall, als F91 Düdelingen gegen die jeweiligen Finalgegner US Bad Mondorf (2016) und CS Fola Esch (2017) antrat.
Bei unentschiedenem Spielstand nach 90 Minuten gibt es keine Verlängerung, sondern es folgt direkt im Anschluss ein Elfmeterschießen.

## Geschichte
Der Wettbewerb wurde bereits von 1982 bis 1986 unter der Bezeichnung Supercup ausgetragen.

## Liste der offiziellen Spiele
| Datum | Spielort                           | Meister          | Ergebnis          | Pokalsieger           |
| --- | ---------------------------------- | ---------------- | ----------------- | --------------------- |
| FLF-Supercup |                                    |                  |                   |                       |
| 13.06.1982 |                                    | FC Avenir Beggen | 0:1               | US Rümelingen 1       |
| 30.08.1983 |                                    | Jeunesse Esch    | 3:1               | FC Avenir Beggen      |
| 24.08.1984 |                                    | FC Avenir Beggen | 1:4               | Union Luxemburg 2     |
| 23.08.1985 |                                    | Jeunesse Esch    | 2:1               | Red Boys Differdingen |
| 28.08.1986 |                                    | FC Avenir Beggen | 2:0               | Union Luxemburg       |
| von 1987 bis 2015 nicht ausgetragen |                                    |                  |                   |                       |
| Datum | Spielort                           | Meister          | Ergebnis          | Pokalsieger           |
| LFL-Ligapokal |                                    |                  |                   |                       |
| 31.07.2016 | Stade Municipal, Rümelingen        | F91 Düdelingen   | 1:0               | US Bad Mondorf 2      |
| 30.07.2017 | Stade Jos Becker, Hostert          | F91 Düdelingen   | 2:2 / 8:9 i. E. 3 | CS Fola Esch 2        |
| 28.07.2018 | Stade Jos Haupert, Niederkorn      | F91 Düdelingen   | 2:0               | RFC Union Luxemburg   |
| 20.07.2019 | Terrain ZAC Klengbousbierg, Bissen | F91 Düdelingen   | 0:2               | Etzella Ettelbrück 2  |
| 1 Wegen Verzicht des Pokalsiegers Red Boys Differdingen nahm der unterlegene Finalist US Rümelingen teil. 2 Finalist, da der jeweilige Meister das Double gewinnen konnte 3 ohne Verlängerung |                                    |                  |                   |                       |

## Rangliste der Teilnehmer
Zur besseren Übersicht sind die hier aufgeführten Teilnehmer des Supercups kursiv dargestellt.
| Rang | Verein                | Siege | Jahr(e)    | Teilnahmen |
| ---- | --------------------- | ----- | ---------- | ---------- |
| 1    | Jeunesse Esch         | 2     | 1983, 1985 | 2          |
| 2    | F91 Düdelingen        | 2     | 2016, 2018 | 4          |
| 3    | FC Avenir Beggen      | 1     | 1986       | 4          |
| 4    | Union Luxemburg       | 1     | 1984       | 2          |
| 5    | US Rümelingen         | 1     | 1982       | 1          |
| 5    | CS Fola Esch          | 1     | 2017       | 1          |
| 5    | Etzella Ettelbrück    | 1     | 2019       | 1          |
| 8    | Red Boys Differdingen | –     | –          | 1          |
| 8    | US Bad Mondorf        | –     | –          | 1          |
| 8    | RFC Union Luxemburg   | –     | –          | 1          |